# Neuroborreliosi
Per neuroborreliosi si intende l'estensione al sistema nervoso centrale della malattia infettiva causata da batteri a forma di spirocheta appartenenti al genere Borrelia, come la Borrelia burgdorferi (agente della Malattia di Lyme), la Borrelia recurrentis (agente della febbre ricorrente e della malattia dei giovani porcari), ed altre specie del genere borrelia.

## Il dibattito sul nome
Nella storia della medicina, la sifilide è stata definita il grande imitatore per la possibilità di presentarsi con una grande varietà di sintomi e sindromi, che possono essere attribuiti a diverse malattie neurologiche o ad esiti neurologici di malattie sistemiche, (oltre al classico e patognomonico tabe dorsale). Attualmente molti neuroscienziati stanno applicando la definizione alla borreliosi. Tra queste affezioni e sintomi, più o meno frequenti in corso di malattia di lyme e/o neuroborreliosi si segnalano:
1. Cefalea molto intensa, specie durante la prima infezione che riappare attenuata durante le recidive.
2. Confusione mentale, sindromi psicoaffettive e psicosi, depressione.
3. Disturbi dell'attenzione, della memoria, della capacità di elaborazione mentale.
4. Singolo episodio, che guarisce spontaneamente, di paralisi mono-laterale (spesso a frigore) del nervo faciale (per infiammazione), con impossibilità a chiudere la palpebra, perdita di saliva ed incapacità di muovere i muscoli facciali dal lato affetto (paralisi di Bell).
5. Disturbi simili a quelli della sclerosi laterale amiotrofica
6. Disturbi simili a quelli della sclerosi multipla (un'altra malattia neurologica spesso polimorfa)
7. I reperti di ipoperfusione a livello della corteccia cerebrale nei lobi frontale e temporali potrebbero essere la causa di molti casi di demenza frontale.
8. Alcuni ricercatori hanno segnalato la borreliosi nel suo stadio terziario come una delle possibili cause o concause della demenza di Alzheimer.
9. Vasculite del micro-circolo cerebrale, simile a quella causata dal lupus eritematoso sistemico nella sua estensione al circolo cerebrale.
10. Questi sintomi possono associarsi ad una sindrome da fatica cronica ed a sintomi simili a quelli dell'artrite reumatoide (nelle sue varietà più lievi), a fibromialgia, a disturbi della conduzione cardiaca, epatomegalia (con lieve aumento delle transaminasi) ed a splenomegalia.

## Diagnosi
Il metodo più affidabile per diagnosticare la malattia di Lyme, è l'esame clinico eseguito da un medico o da un neurologo esperto, che prende in considerazione i sintomi, la storia clinica, e la possibile esposizione alle zecche in un'area endemica.
Alcuni studiosi dichiarano che i medici che per la diagnosi si attengono strettamente ai criteri basati sulla definizione del CDC di Atlanta commettono un errore per omissione, dal momento che lo stesso CDC dichiara esplicitamente che questa definizione è intesa soltanto per scopi di sorveglianza sanitaria, e "non significa che debbano essere per forza utilizzati nella diagnosi clinica."
L'arrossamento dermatologico duro o esantema ad occhio di bue noto come eritema migrante, è considerato sufficiente per fare diagnosi di malattia di Lyme (ma non avviene in tutti i casi, dura pochi giorni e può avvenire in zone poco visibili del corpo, oppure può essere del tutto dimenticato in una malattia neurologica che si caratterizza dalla comparsa dopo anni, in aggiunta dalla smemoratezza nei pazienti) e deve indurre il medico ad eseguire una immediata ed intensa terapia antibiotica senza alcun ulteriore test diagnostico.
In effetti a causa dell'indiscusso alto tasso di falsi negativi durante il primo stadio della malattia (prima che una risposta anticorpale sufficiente sia stata elaborata dall'organismo del paziente), si consiglia di non eseguire affatto i test diagnostici sul sangue del paziente che presenta macchie riferibili al cosiddetto eritema migrante del Lyme.
Dal punto di vista didattico e come semplificazione a somiglianza di quello che avviene nella sifilide, la diffusione neurologica era stata collegata al terzo stadio della borreliosi. Osservazioni negli animali, ed alcuni sintomi come la cefalea ed il meningismo, indicano che la diffusione alle meningi ed al liquor può essere precoce, avvenendo addirittura nei primi mesi di malattia. A somiglianza della sifilide, nascondendosi nel sistema nervoso centrale e nel liquido sinoviale, la Borrelia ha la capacità di sfuggire al sistema immunitario ed alla terapia antibiotica, e probabilmente ha la capacità di slatentizzarsi anche dopo decenni di apparente guarigione.
Nello stato tardivo la Lyme disease è spesso difficile da diagnosticare a causa della multiforme presentazione che può mimare i sintomi di molte affezioni o di altre malattie molto più note. Per questa ragione la malattia di Lyme è stata definita da alcuni ricercatori il nuovo "grande imitatore". La malattia di Lyme nelle sue manifestazioni sistemiche (che possono o no accompagnarsi alla neuroborreliosi) può essere misdiagnosticata come sclerosi multipla, artrite reumatoide, fibromialgia, sindrome da fatica cronica), ed altri malattie autoimmunitarie ed a malattie neurodegenerative, che causano confusione, fanno che l'infezione non venga trattata e le consentono di diffondersi ed invadere vari organi e tessuti.
All'inverso alcune di queste condizioni possono essere diagnosticate erroneamente come malattia di Lyme (o neuroborreliosi), a causa dell'ampio spettro di sintomi riscontrabili nelle borreliosi (sintomi che variano anche a causa delle varianti spirochetali in ogni continente), i problemi riguardanti la scarsa sensibilità o la mancanza di specificità dei test sierologici attualmente disponibili, o (grave problema diagnostico) per la leggerezza dei medici nel voler far subito diagnosi di malattia di Lyme, appena vi sia una storia di esposizione al contagio da zecche, in un paziente che cela un'altra malattia nella sua fase iniziale oppure particolarmente difficile da diagnosticare.

### Sierologia
I test di laboratorio serologici più ampiamente disponibile ed impiegati sono il Western blot e l'ELISA. Nel protocollo a due fasi consigliato dal CDC in accordo alla loro case definition, bisogna eseguire il test ELISA per primo, e se viene trovato un livello di reattività a diluizioni considerate positive o equivoche, si esegue un Western blot per confermare la diagnosi. L'affidabilità dei test sierologici per fare diagnosi di Lyme disease rimane controversa.
Comunque, studi di rilevanza internazionale mostrano che il Western blot (che cerca le IgM) ha una specificità del 94-96% per pazienti con sintomi che suggeriscono la Lyme disease in seguito ad infezione da Borrelia burgdorferi.
Sono stati ampiamente riferiti risultati dei test falsamente negativi, sia nella malattia di Lyme iniziale che in quella tardiva. I falsi negativi possono verificarsi per un vasto numero di ragioni, che includono la "cross reaction" rispetto ad altre infezioni come citomegalovirus e virus dell'herpes simplex (tipo 2).

#### Reazione a catena della polimerasi (PCR)
I test che si avvalgono della reazione a catena della polimerasi (PCR) per la diagnosi della malattia di Lyme possono essere disponibili ai pazienti in alcuni paesi. I test basati sulla PCR cercano di rilevare il materiale genetico (DNA) delle spirochete della malattia di Lyme, mentre i test Western blot ed ELISA cercano la risposta dell'organismo, sotto forma di anticorpi contro il batterio. I test con la PCR sono raramente suscettibili agli errori di falso positivo ma spesso mostrano risultati falsamente negativi. L'affidabilità clinica di massa della PCR è ancora messa in dubbio. Il basso numero di spirochete nei campioni di tessuto nell'organismo e nei fluidi biologici è una delle ragioni per le quali è difficile dimostrare l'infezione attiva da Borrelia burgdorferi tramite la PCR, specialmente nello stadio tardivo della malattia.
Con l'eccezione degli esami PCR, attualmente non vi sono metodologie pratiche per rilevare la presenza del microorganismo, dal momento che gli studi sierologici cercano soltanto gli anticorpi contro la borrelia. Alti titoli anticorpali sia di immunoglobulina G (IgG) o di immunoglobulina M (IgM) contro gli antigeni della Borrelia sono indicativi di infezione in atto, ma titoli bassi possono causare incertitudine. Gli anticorpi IgM possono residuare dopo l'infezione iniziale, e gli anticorpi IgG possono rimanere per anni.
I test Western, ELISA e PCR possono essere effettuati sia sul sangue sul sangue venoso oppure sul fluido cerebrospinale (CSF) tramite la puntura lombare. Anche se la puntura lombare può aiutare a fare una diagnosi più definita, la cattura di antigeni nel liquor cerebrospinale e più elusiva, dal momento che lo CSF mostra risultati positivi soltanto nel 10-30% dei pazienti sottoposti a coltura. La diagnosi di infezione neurologica da Borrelia non dovrebbe essere esclusa solamente sulla base di esami CSF di routine o in base alla negatività degli anticorpi nel liquor. Un responso negativo ottenuto con questi metodi non può escludere del tutto la malattia di Lyme. Comunque, un risultato positivo può confermare la diagnosi iniziale di neuroborreliosi oppure il fallimento di un trattamento nell'eradicare la malattia, indipendentemente dai risultati dei test anticorpali.

#### Altri test
Nuovi test sono allo studio per l'impiego clinico commerciale, che si avvalgono del test di trasformazione dei linfociti, (aka LTT-MELISA), e la microscopia a fuoco flottante (FFM), che sembrano più promettenti nella possibilità di fornire dei risultati meno equivoci rispetto ai test standard oggi in commercio.
Anche la Citokina CXCL13 potrebbe essere un marker nel liquor cerebrospinale per scovare la neuroborreliosi.
La biopsia della pelle, ed il successivo analisi al microscopio ottico dopo specifiche colorazioni, pelle che viene prelevata dalle zone del corpo dove si sviluppa l'eritema emigrante, oppure dove ci sono lesioni a tipo morfea (ma nelle parti esposte de corpo, e spesso si associa a depressione psichica), alla acrodermatite atrofica, oppure in altre simili al girodito, e possono essere utili nel confermare l'infezione da Borrelia, ma di solito si effettuano in centri di ricerca e non sono abitualmente adoperate nella pratica clinica.

### Imaging radiologico
L'imaging SPECT  viene utilizzato per rilevare un'eventuale ipoperfusione cerebrale, indicativa della encefalite di Lyme nel paziente. La SPECT non è uno strumento diagnostico di per stessa, ma è un metodo utile per determinare la funzione cerebrale.
Nei pazienti con neuroborreliosi spesso si verifica una ipoperfusione cerebrale della corteccia frontale, dei gangli della base e di altre strutture della corteccia cerebrale. In circa il 70% dei pazienti cronici con malattia di Lyme cronica che presentano sintomi cogntivi, le scansioni SPECT cerebrali tipicamente mostrano un pattern di ipoperfusione globale, con una distribuzione eterogenea attraverso la sostanza bianca. Questo pattern non è definito o specifico della neuroborreliosi di per sé stessa, dal momento che avviene in altre sindromi del sistema nervoso centrale (SNC) come nella encefalopatia da HIV, nelle encefalopatie virali, nell'abuso cronico di cocaina, e nelle vasculiti. Il "pattern" che si riscontra nei pazienti con Lyme è diverso da quello che si può osservare nei controlli normali oppure nei pazienti con depressione psichica o demenza di Alzheimer.

### Risonanza magnetica nella neuroborreliosi
Si riscontrano anomalie encefaliche alla risonanza magnetica, sia nella fase precoce che in quella tardiva della Lyme disease. Gli scans MRI eseguiti nei pazienti con neuroborreliosi possono evidenziare lesioni puntate della sostanza bianca nelle immagini pesate a T2, simili a quelle che si vedono in malattie demielinazzanti o in disordini infiammatori come la sclerosi multipla, il lupus eritematoso sistemico (LES), o in malattie cerebrovascolari. Sono anche stati associati alla malattia di Lyme cerebrale, alcuni casi di atrofia cerebrale e di neoplasie del tronco encefalico.
Qualsiasi patologia diffusa della sostanza bianca può danneggiare le connessioni ubiquitarie della sostanza grigia e può essere la causa dei deficit nell'attenzione, memoria, abilità visuospaziali, cognizione complessa e stati emotivi.
Le patologie della sostanza bianca hanno un maggiore potenziale di recupero rispetto alle degenerazioni della sostanza grigia, forse perché la perdita di neuroni è meno comune. Ad esempio si può verificare una remissione spontanea nella sclerosi multipla, e nella neuroborreliosi, dopo trattamento antibiotico, è stata riscontrata una risoluzione della iperdensità (alla RM) della sostanza bianca.

## Bioterrorismo
Il batterio in questione è un ottimo agente per azioni di bioterrorismo piuttosto subdole, dato che provoca una malattia molto simile ad una forte e protratta influenza, accompagnata da artralgie, forte cefalea, stato confusionale, spossatezza e disturbi della memoria e della personalità. La malattia ha una forte tendenza a diventare recidivante, a resistere alla terapia con penicillina (anche ad alte dosi), provocare artralgie, disturbi del ritmo e della conduzione cardiaci e sindromi a tipo depressivo o addirittura psicosi.
Secondo alcuni ricercatori la storia della malattia di Lyme e della sua scoperta nella cittadina di Old Lyme sarebbe incompleta senza la conoscenza dei decenni di ricerca militare sui batteri del genere Borrelia e la sua possibile associazione con le armi biologiche, dal momento che da decenni, ricercatori militari cercano metodi a basso costo per danneggiare o diminuire la produttività di intere popolazioni.

### Studi giapponesi durante la seconda guerra mondiale
La scrittrice inglese Elena Cook riferisce che batteri del genere Borrelia siano stati utilizzati da ricercatori giapponesi delle armi biologiche, arruolati nell'Unità 731, che conduceva esperimenti su prigionieri vivi in Manciuria. Dopo la guerra, gli scienziati giapponesi attivi nel campo delle armi biologiche ricevettero l'immunità dall'accusa di
crimine di guerra e vennero trasferiti negli Stati Uniti dove continuarono le loro ricerche.
Secondo l'ufficiale giudiziario americano John Loftus, i ricercatori nazisti della guerra biologica, tra questi Erich Traub, vennero arruolati nell'operazione top secret governativa americana Operation Paperclip, e tra i vari esperimenti, hanno condotto test con zecche ed una varietà di altre armi biologiche comuni nella Plum Island, che si trova a poche miglia dal lato opposto di un basso canale navigabile naturale, di fronte alla località di Old Lyme nel Connecticut, dove nel corso degli anni ottanta si verificò per la prima volta la malattia di Lyme.

### Il centro militare USA di Plum Island, di fronte a Old Lyme
I direttori del laboratorio di Plum Island hanno dichiarato a Michael Carroll (autore del libro Lab 257: The Disturbing Story of the Government's Secret Germ Laboratory), che mantenevano colonie della zecca dura Amblyomma americanum, un noto vettore della Borrelia Lonestari, sulla Plum Island. Carroll racconta di testimoni oculari che affermano che animali infetti da questa malattia vengono tenuti in recinti aperti nella Plum Island.
Prima che venisse identificata la malattia di Lyme (che scoppiò come malattia epidemica locale negli anni ottanta), un lavoro del Department of Defense americano del 1976, scritto da Jay Sanford, aveva il titolo “The Biology of Parasitic Spirochetes,” e metteva in risalto "la ben nota abilità della borrelia, specialmente i sottotipi trasmessi da zecche, nel persistere nel cervello e nell'occhio, durante la remissione risultante dal trattamento con arsenico o con penicillina, oppure addirittura dopo l'apparente cura."
Si dice che nel 1980, l'entomologo Dr. Richard Endris, abbia nutrito circa 200 000 zecche (con eso-scheletro duro e morbido), in allevamenti di zecche sulla Plum Island, raccogliendole di persona da località di tutto il mondo, anche lontanissime, come il Camerun in Africa. In una nota a piè di pagina del libro  Lab 257, Carroll osservava che Endris, mentre si trovava sotto contratto con il laboratorio dello US Army lab di Fort Detrick, nel 1987 aveva anche condotto esperimenti nella Plum Island, utilizzando le mosche della sabbia come vettori della malattia fatale Leishmaniosi. Carroll sostiene che questi lavori siano stati condotti in segreto, con poche precauzioni di sicurezza.

### Ricerca militare
Nel 2005, la Associated Press riferì che il National Institute of Health (NIH) americano aveva inserito la malattia di Lyme tra i potenziali agenti utilizzabili come agenti per il bioterrorismo, e riferì che batteri e vettori venivano studiate nei BSL-4 (i laboratori a massima sicurezza). In seguito lo stesso NIH cancellò la Lyme disease dalla sua lista di armi biologiche, adducendo un errore tipografico.
Per molte decadi, l'ambiente storico dei ricercatori sulla malattia di Lyme, sui test diagnostici ed i protocolli terapeutici ha incluso molti esperti di armi biologiche.
Per coincidenza, molti scienziati che hanno stabilito le linee guida per il trattamento e test diagnostico del Lyme negli USA, hanno una lunga storia come studiosi delle armi biologiche e del bioterrorismo, e molti hanno ricevuto lucrativi contributi statali riguardo alle bioweapons, che alcuni osservatori della comunità International Lyme and Associated Disease Society (ILADS) sentono come un conflitto d'interessi nello sviluppo di terapie efficaci e nello sviluppo di test diagnostici accurati per le decine di migliaia di individui negli Stati Uniti e nel mondo, che attualmente sono affetti dall'infezione cronica, o che si trovano nello stadio tardivo della malattia di Lyme.
Ad esempio, nel 2003, il ricercatore Mark Klempner venne nominato a capo di un centro di ricerche a massima sicurezza (costato 1,6 bilioni di dollari), situato nella Boston University. Nel 2004, uno dei primi ricercatori sul Lyme, Jorge Benach venne scelto come il beneficiario di un fondo di ricerca di 3 milioni di dollari, e nel 2005, un altro grande ricercatore storico sul Lyme, Alan Barbour venne nominato a capo di un complesso multi-milionario per ricerche di "biowarfare", nella University of California Irvine.